# Clinoclasa
La clinoclasa és un mineral de la classe dels arsenats. Va ser descoberta l'any 1830 al comtat de Cornualla a Anglaterra, sent la seva localització geològica la mina de Wheal Gorland a la localitat de St Day. El nom, del grec klino, inclinar, i klas, trencat, li va ser donat per August Breithaupt en al·lusió a la seva exfoliació obliqua. També és coneguda amb els noms de clinoclasita i abichita.

## Característiques
La clinoclasa és un mineral compost d'arsenat de coure, amb fórmula Cu₃AsO₄(OH)₃. Forma cristalls aciculars, la seva lluentor és vítria, i acostuma a trobar-se en masses botrioides o en cristalls d'un predominant color blau fosc fins a blau verdós. Cristal·litza en el sistema monoclínic. Té una duresa de 2,5 a 3 en l'escala de Mohs, i una densitat relativa de 4,3.
Segons la classificació de Nickel-Strunz, la clinoclasa pertany a «08.BE: Fosfats, etc. amb anions addicionals, sense H₂O, només amb cations de mida mitjana, (OH, etc.):RO₄ > 2:1» juntament amb els següents minerals: augelita, grattarolaita, cornetita, arhbarita, gilmarita, allactita, flinkita, raadeita, argandita, clorofoenicita, magnesioclorofoenicita, gerdtremmelita, dixenita, hematolita, kraisslita, mcgovernita, arakiita, turtmannita, carlfrancisita, synadelfita, holdenita, kolicita, sabelliita, jarosewichita, theisita, coparsita i waterhouseita.

## Formació i jaciments
Aquest arsenat és un mineral rar secundari de coure, que es troba a les zones amb fractures erosionades sobre dipòsits de sulfurs de coure. Els minerals associats inclouen malaquita, olivenita, quars, limonita, adamita, atzurita i brochantita entre d'altres. Als territoris de parla catalana ha estat descrita a la mina Linda Mariquita (El Molar, Priorat) i a la concessió San José (Xóvar, Alt Palància).